# کارلو آلیگیرو
کارلو آلیگیرو (ایتالیایی: Carlo Alighiero؛ ‏ ۲ فوریهٔ ۱۹۲۷ – ۱۱ سپتامبر ۲۰۲۱) بازیگر، صداپیشه، کارگردان فیلم و نمایشنامه‌نویس اهل ایتالیا بود. وی دانش‌آموختهٔ آکادمی بررا و آکادمی ملی هنرهای نمایشی سیلویو دامیکو است.
از فیلم‌ها یا برنامه‌های تلویزیونی که وی در آن نقش داشته است، می‌توان به اودیسه، در آخرین لحظه، مرگ مشکوک یک دختر کم سن‌وسال، گربه نه‌دم، پنج مرد جنگی، تنه، ضعف اخلاقی عجیب خانم وارْدْ، شهر قمار، اقدام بی‌سروصدا و میلان می‌لرزد: پلیس به‌دنبال عدالت اشاره کرد.